# 79316 Huangshan
79316 Huangshan este o planetă minoră (asteroid) din centura de asteroizi. A fost descoperită pe 18 aprilie 1996 la Xinglong Station⁠(d) de Beijing Schmidt CCD Asteroid Program⁠(d). 
Obiectul prezintă o orbită caracterizată de o semiaxă mare de 1,9423498022847 UAi, o excentricitate de 0,06, o înclinație de 19,7 ° în raport cu ecliptica.